# Visuelle Poesie
Visuelle Poesie ist ein Sammelbegriff für alle Arten von Poesie oder Dichtung, bei denen die visuelle Präsentation eines Textes ein wesentliches Element der künstlerischen Konzeption darstellt. Visuelle Poesie ist abzugrenzen gegen Kalligraphie und typographische Kunstformen, in denen eine neue visuelle Form für bereits existierende Texte gefunden wird.

## Entwicklung

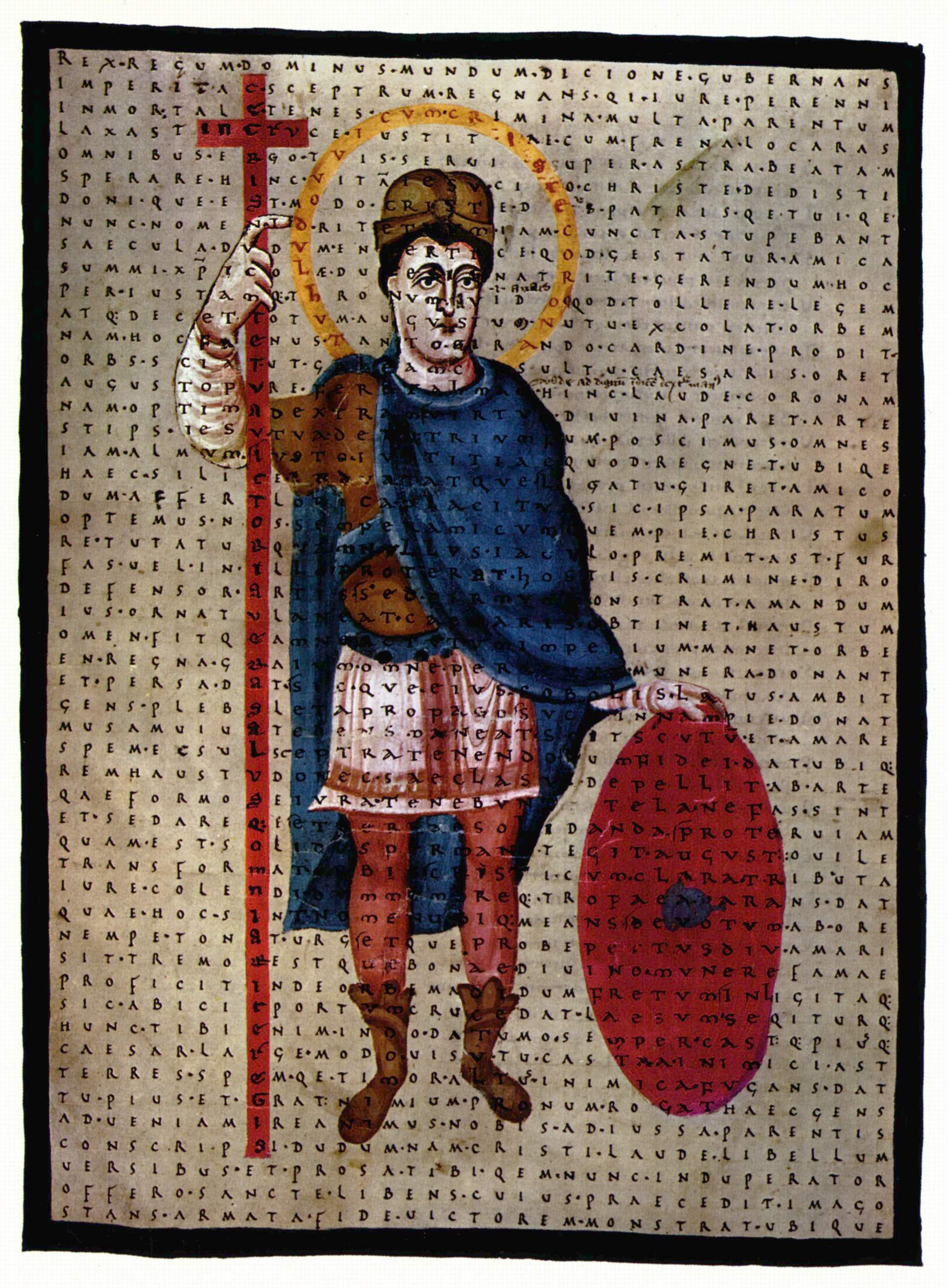
Hrabanus, Widmung an Ludwig den Frommen: farblich hervorgehobene versus intexti decken sich mit der Figur Ludwigs

Aus der griechischen Spätantike stammt die Technik des Figurengedichts (griech. technopaignion, lat. carmen figuratum), bei dem der Text so entworfen wird, dass durch die Anordnung der Buchstaben und gegebenenfalls durch zusätzliche, dem Text als Akrostichon, Mesostichon oder Telestichon eingeschriebene Verse (versus intexti) zugleich ein Gegenstand, z. B. ein Altar, bildlich repräsentiert wird, der zum Inhalt des Textes in einer Beziehung steht. Die lateinischen Autoren des Mittelalters übernehmen diese Technik, in patristischer Zeit Porfyrius und Venantius Fortunatus, in karolingischer Zeit dann besonders Hrabanus Maurus, der seinen 28 Figurengedichten Zum Lob des Kreuzes (De laudibus sanctae crucis) zugleich einen ausführlichen Kommentar zur Erläuterung des Baus und der zahlensymbolischen Grundlagen des Werkes beigefügt hat. Das griechische Mittelalter greift einerseits die antike Form des Technopägnions auf, andererseits baut es die lateinischen Vorbilder weiter aus und präsentiert sich in sogenannten „Kuben“ und „gewebten Versen“.
Zur Zeit des Barock wird das Figurengedicht in Deutschland besonders in den Schäferdichtungen des Pegnesischen Blumenordens wiederbelebt und gepflegt, und auch in anderen Gattungen werden neue Verbindungen von Bild, Wort und Schrift erprobt (vgl. Symbol). Die in etwa gleichzeitige Poetik der Aufklärung hingegen, die, so in Frankreich besonders Nicolas Boileau, die poetische Form nicht als Herrin, sondern als Dienerin des Gedankens propagiert, und ebenso die Poetik der Empfindsamkeit mit ihrer Suche nach Unmittelbarkeit des Gefühlsausdrucks stellen solche Techniken, die notwendig den Zeichencharakter der Dichtung betonen und auch den Inhalt reflexiv darauf beziehen, unter das Verdikt des Gezwungenen und Gekünstelten. Sie haben damit auch den Standpunkt vorgegeben, unter dem konservative Literaturgeschichtsschreibung das Figurengedicht und verwandte Techniken seit dem 19. Jahrhundert als ästhetisch minderwertig zu beurteilen pflegt.
Gerade die Selbstbezüglichkeit und Reflexivität bilden unter umgekehrt wertendem Vorzeichen den Anknüpfungspunkt für die avantgardistische Moderne seit Mallarmé, der in seinem Gedicht Un coup de dés den im Text thematisierten „Schiffbruch“ und Weg zum „Abgrund“ durch die Verteilung der Wörter auf den Seiten illustriert und durch deren Anordnung und Schriftbild zugleich den gesuchten syntaktischen und semantischen Polyvalenzen Rechnung trägt. Die Dichter des Futurismus, Dadaismus und Surrealismus setzen diese Entwicklung fort, am bekanntesten Guillaume Apollinaire mit seinen Calligrammes. Zu den leitenden Intentionen zählt dabei das Anliegen, die unbewusste oder traditionell ausgeblendete Materialität und Schriftlichkeit der Dichtung wieder ins Bewusstsein zu heben. Hinzu kommt eine schon bei Mallarmé gegebene Faszination durch das Aleatorische und Kombinatorische der Dichtung, die sich dann auch in sogenannter potentieller Literatur wie den aleatorischen Sonetten von Raymond Queneau ausgeprägt hat.
Angeregt von Eugen Gomringer und den Dichtern der Noigandres-Gruppe aus Brasilien entstand in den 1950er Jahren innerhalb der Konkreten Poesie ein besonderes Interesse an Visueller Poesie, das auch die wissenschaftliche Beschäftigung mit diesem Thema und die Einbeziehung außereuropäischer Traditionen, insbesondere der japanischen „Shikakushi“ (Text für das Auge) oder „Shishi“ (Sehtext), nachhaltig gefördert hat. In Österreich griff die 1954 gegründete Wiener Gruppe Ansätze der Visuellen Poesie auf.
Die Künstler, deren Werke heute zur Visuellen Poesie gezählt werden, arbeiten meist im Grenzbereich zwischen Poesie und Bildender Kunst wie z. B. Klaus Peter Dencker, Gerhard Rühm oder in jüngster Zeit der bildende Künstler Rupprecht Matthies, der in seinen Wortplastiken und „Wortporträts“ auch den Betrachter oder Auftraggeber selber als Textlieferanten in den Entstehungsprozess einbezieht. Auch die Arbeit an „Wortbildern“, die mit Hilfe des PCs gestaltet werden, gewinnt an Bedeutung.

## Dichter der visuellen Poesie
- Jeremy Adler (GB)
- Guillaume Apollinaire (F)
- Josef Bauer (A)
- Chris Bezzel (D)
- Guy Bleus (B)
- Claus Bremer (D)
- Theo Breuer (D)
- Joan Brossa (E; Katalonien)
- Ernst Buchwalder (CH)
- Giorgio Camastro (D)
- Safiye Can (D)
- Carlfriedrich Claus (DDR)
- Augusto de Campos (BR)
- Haraldo de Campos (BR)
- Bob Cobbing (GB)
- Caterina Davinio (I)
- Guillermo Deisler (RCH; DDR)
- Klaus Peter Dencker (D)
- Paul de Vree (B)
- Gerhild Ebel (D)
- Brigitta Falkner (A)
- León Ferrari (RA)
- Lutz Fleischer (D)
- Ian Hamilton Finlay (GB; Schottland)
- John Furnival (GB)
- Heinz Gappmayr (A)
- Burckhard Garbe (D)
- Ilse Garnier (D, F)
- Pierre Garnier (F)
- Jochen Gerz (D)
- Lisa Golze (D)
- Eugen Gomringer (D)
- Ferreira Gullar (BR)
- Ana Hatherly (P)
- Werner Herbst (A)
- Dick Higgins (USA)
- Christine Huber (A)
- Ernst Jandl (A)
- Johannes Jansen (DDR)
- Gerhard Jaschke (A)
- Angelika Janz (D)
- Eduardo Kac (BR)
- Christian Katt (A)
- Ferdinand Kriwet (D)
- Ilse Kilic (A)
- Boris Konstriktor (RUS)
- Richard Kostelanetz (USA)
- Katalin Ladik
- Hansjörg Mayer (D)
- Eugenio Miccini (I)
- Franz Mon (D)
- Jürgen O. Olbrich (D)
- Michele Perfetti (I)
- Lamberto Pignotti (I)
- Alberto Pimenta (P)
- Arne Rautenberg (D)
- Sophie Reyer (A)
- Karl Riha (D)
- Axel Rohlfs (D)
- Mario Rotter (A)
- Gerhard Rühm (A)
- Konrad Balder Schäuffelen (D)
- Mira Schendel (BR)
- Valeri Scherstjanoi (RUS, D)
- Wolfgang Schmidt (D)
- Rudolf Sikora (CS)
- Carlo Stasi (I)
- Christian Steinbacher (A)
- José Juan Tablada (MEX)
- Liesl Ujvary (A)
- Timm Ulrichs (D)
- Günter Vallaster (A)
- Jiří Valoch (CS)
- Uwe Warnke (D)
- Fritz Widhalm (A)
- Ruth Wolf-Rehfeldt (D)
- Hansjörg Zauner (A)

## Film
- Visuelle Poesie. Der Weg vom Gedicht zur Aktion. Hessischer Rundfunk/Fernsehen, 30 Min., 1972. Buch und Regie: Klaus Peter Dencker
- Visuelle Poesie. Bilder zum Lesen und Texte zum Anschauen. Saarländischer Rundfunk/Fernsehen, 60 Min., 1985. Buch und Regie: Klaus Peter Dencker